# Elminia
Elminia (kuifvliegenvangers) is een geslacht van zangvogels uit de familie Stenostiridae.

## Soorten
Het geslacht kent de volgende soorten:
- Elminia albicauda – Witstaartkuifvliegenvanger
- Elminia albiventris – Witbuikkuifvliegenvanger
- Elminia albonotata – Bergkuifvliegenvanger
- Elminia longicauda – Turkooiskuifvliegenvanger
- Elminia nigromitrata – Donkere kuifvliegenvanger